# نازی‌زدایی

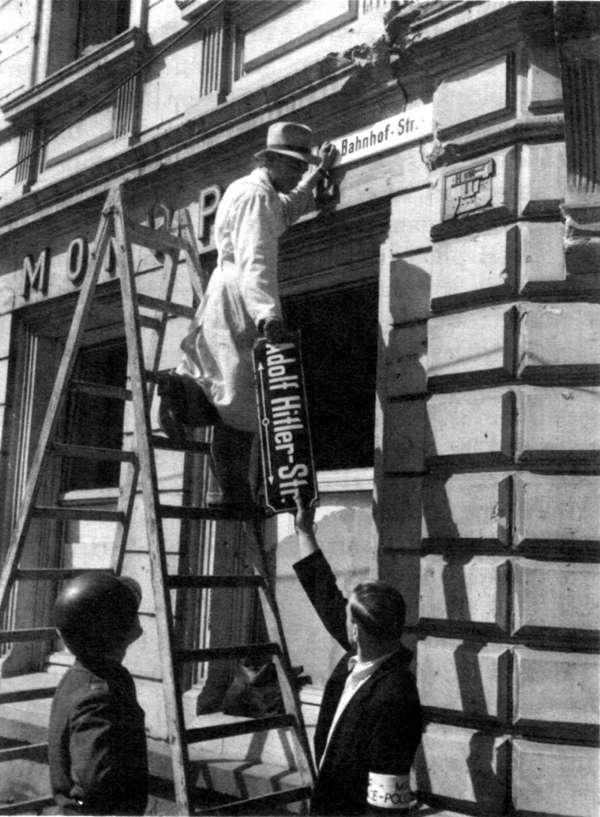
کارگران علائم را از یک خیابان آدولف هیتلر سابق برمی‌دارند.

نازی‌زدایی (به آلمانی: Entnazifizierung) یکی از اهداف متفقین بود تا جامعه، فرهنگ، مطبوعات، اقتصاد، قضا و سیاست آلمان و اتریش را از هرگونه آثار حکومت رایش سوم پاک سازند. این روند خصوصاً با برکناری افراد درگیر، از موقعیتهای پرنفوذ و منحل کردن یا ضعیف سازی سازمانهای وابسته به آن صورت گرفت. برنامه نازی‌زدایی پس از پایان جنگ جهانی دوم شروع شد و با معاهده پوتسدام تبلور یافت. اصطلاح «نازی‌زدایی» برای اولین بار به عنوان یک اصطلاح حقوقی در سال ۱۹۴۳ توسط پنتاگون ایالات متحده ابداع شد و در نظر گرفته شد که به معنای محدود با اشاره به سیستم حقوقی آلمان پس از جنگ به کار رود. با این حال، بعدها معنای گسترده‌تری پیدا کرد.
در اواخر سال ۱۹۴۵ و اوایل سال ۱۹۴۶، ظهور جنگ سرد و اهمیت اقتصادی آلمان باعث شد که ایالات متحده علاقه خود را به این برنامه از دست بدهد، که تا حدودی منعکس کننده مسیر معکوس در ژاپن تحت اشغال آمریکا بود. بریتانیایی‌ها در ژانویه ۱۹۴۶ پانل‌های نازی‌زدایی را به آلمانی‌ها تحویل دادند، و آمریکایی‌ها نیز در مارس ۱۹۴۶ همین کار را کردند. فرانسوی‌ها خفیف‌ترین تلاش‌ها را برای نازی‌زدایی انجام دادند. نازی‌زدایی به شیوه‌ای به‌طور فزاینده‌ای ملایم‌تر و آرام انجام می‌شد تا اینکه در سال ۱۹۵۱ به‌طور رسمی لغو شد. به‌علاوه، این برنامه در آلمان غربی، جایی که بسیاری از نازی‌ها موقعیت‌های قدرت خود را حفظ کردند، بسیار محبوبیت نداشت. دولت جدید کنراد آدناور در آلمان غربی با مخالفت دولت جدید آلمان غربی روبرو شد و اعلام کرد که پایان دادن به این روند برای تسلیح مجدد آلمان غربی ضروری است. از سوی دیگر، نازی‌زدایی در آلمان شرقی عنصری حیاتی برای تبدیل به جامعه سوسیالیستی تلقی می‌شد و این کشور در مخالفت با نازیسم سختگیرتر از همتای خود بود. با این حال، همه نازی‌های سابق با قضاوت مواجه نشدند. انجام وظایف ویژه برای دولت‌های اشغالگر می‌تواند از اعضای نازی در برابر تعقیب محافظت کند، و آنها را قادر می‌سازد تا به کار خود ادامه دهند و در برخی موارد به شهرت برسند، و به ارتباطات ویژه با اشغالگران دست پیدا کنند.
یکی از قابل توجه‌ترین موارد مربوط به ورنر فون براون بود که در میان دانشمندان آلمانی دیگری بود که از طریق عملیات گیره کاغذ توسط ایالات متحده به خدمت گرفته شد و بعداً موقعیت‌های کلیدی را در برنامه فضایی آمریکا به‌دست آورد.

## کارزار گناه جمعی
در ۱۹۶۹ مجله تایم اظهار داشت:
در ۱۹۴۵ بین متفقین بر سر دکترین گناه دسته جمعی اجماعی وجود داشت — که دیگر وجود ندارد — مبنی بر این که همه آلمانی‌ها نه فقط در جنگ بلکه برای بیرحمی‌های نازی مقصر اند.

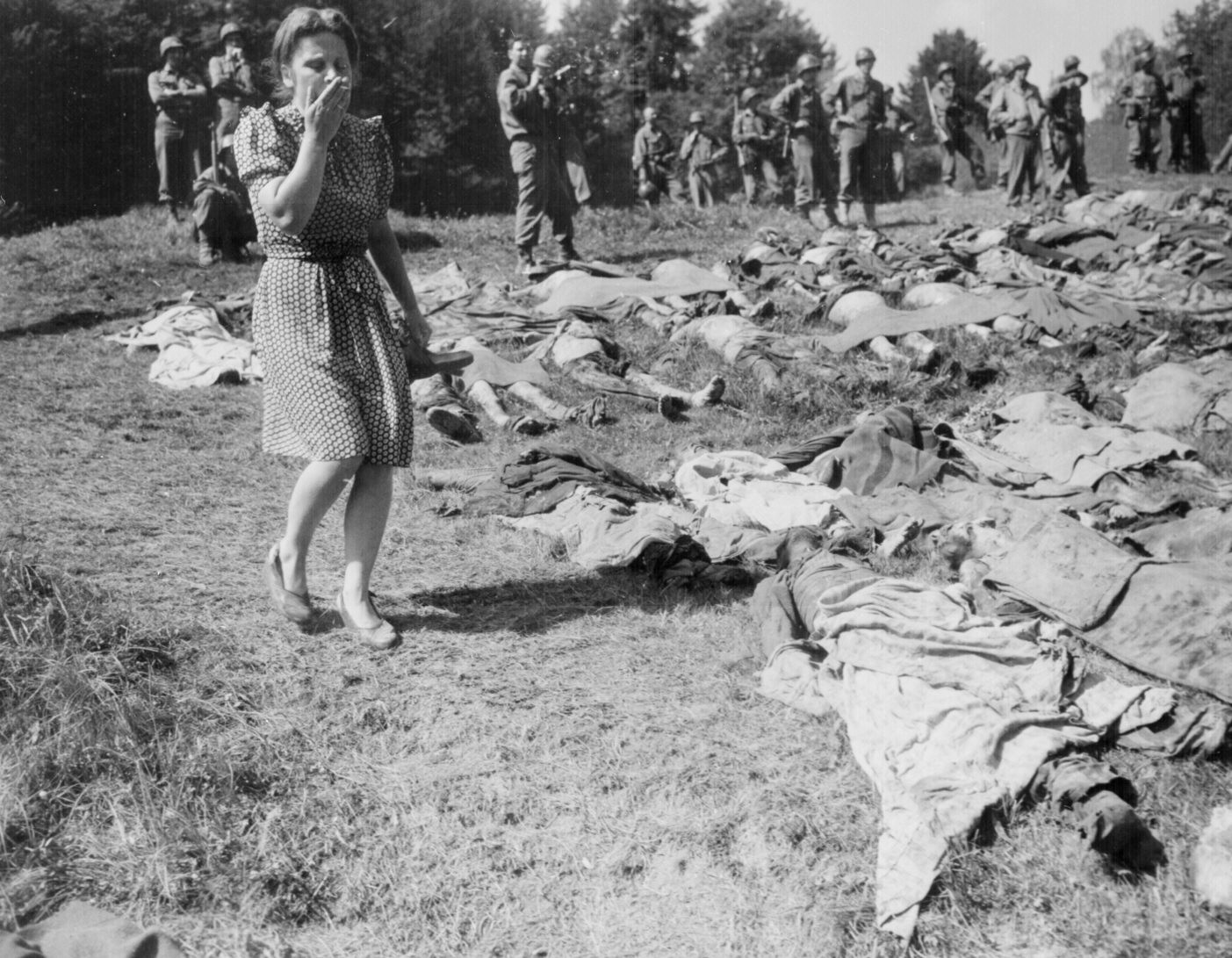
سربازان متفقین مردم غیرنظامی آلمانی را مجبور می‌کردند تا از اردوگاه‌های اسرای جنگی بازدید کنند و گورهای دسته جمعی قربانیان نازی را نبش قبر کنند.

بیانیه‌های صادر شده توسط دولت بریتانیا و آمریکا، هر دو پیش و بلافاصله پس از تسلیم شدن آلمان، نشان می‌دهد که با استفاده از الفاظ «گناه جمعی» و «مسئولیت جمعی» کل ملت آلمان مسئول اعمال حکومت نازی شمرده می‌شد.
برای رسیدن به این هدف متفقین تلاشهای نازی‌زدایی پس از جنگ شان را آغاز کردند، شاخه جنگ روانی فرماندهی کل نیروهای اعزامی متفقین یک کارزار پروپاگاندای روانی را با هدف تقویت حس مسئولیت جمعی آلمان آغاز کرد. گروه کنترل روابط عمومی و خدمات اطلاعاتی شاخه بریتانیایی کمیسیون کنترل متفقین در ۱۹۴۵ رهنمودهایی را در دسترس مسئولان تولید روزنامه و ایستگاه‌های پخش رادیویی برای مردم آلمان قرار داد که بر «مسئولیت اخلاقی همه آلمانی‌ها برای جرمهای نازی» تأکید می‌کرد. به‌طور مشابه، در بین مسئولان آمریکایی، چنین حس گناه جمعی پیشنیازی برای «آموزش طولانی مدت مردم آلمان» شمرده می‌شد.
با استفاده از مطبوعات آلمانی، که تحت کنترل متفقین بودند، و همچنین پوسترها و کتابچه‌ها، برنامه‌ای برای مطلع کردن آلمانی‌های معمولی از آنچه در بازداشتگاه‌های اسرای جنگی انجام شده بود، انجام شد. برای نمونه با استفاده از پوسترهایی با عکس قربانیان بازداشتگاه‌های اسرای جنگی در کنار متنی مانند «شما مقصر این هستید!» یا «این بیرحمی‌ها: خطای شما!» تعدادی فیلم که بازداشتگاه‌های اسرای جنگی را نشان می‌داد ساخته و به مردم آلمان نمایش داده شد، مانند «Die Todesmühlen»، در ژانویه ۱۹۴۶ در منطقه آمریکایی نمایش داده شد، و «Welt im Film No. ۵» در ژوئن ۱۹۴۵. فیلمی که هرگز، بخشی به خاطر تاخیرها و وجود فیلمهای دیگر تمام شد "خاطره اردوگاه‌هاً بود. بر اساس گفته سیدنی برنشتاین (رئیس PWD):
... هدف این فیلم تحقیر کردن و تکان دادن آلمانی‌ها و ثابت کردن کردن این به آنها فراتر از هر چالشی بود، که این جنایات آلمان علیه بشریت انجام شده بود و این که مردم آلمان -و نه فقط نازیها و اس اس- مسئول بودند.
بلافاصله پس از آزادسازی بازداشتگاه‌های اسرای جنگی بسیاری از مردم غیرنظامی آلمان مجبور شدند که وضعیت اردوگاه‌ها را ببینند، اجساد پوسیده را به خاک بسپرند و گورهای دسته جمعی را نبش قبر کنند. به خاطر خطر مرگ یا پس گرفتن غذا، مردم غیرنظامی همچنین مجبور می‌شدند که اموال خود را به ساکنان سابق اردوگاه‌های اسرا بدهند.